# Podagrion virescens
Podagrion virescens är en stekelart som beskrevs av Embrik Strand 1911. Podagrion virescens ingår i släktet Podagrion och familjen gallglanssteklar. Inga underarter finns listade i Catalogue of Life.